# Raoul II (patriarche d'Antioche)
Pour les articles homonymes, voir Raoul II.
Raoul II, mort en 1196, est devenu patriarche latin d'Antioche vers 1193 jusqu'à sa mort en 1196.

## Biographie
Après la mort du patriarche Aimery de Limoges vers 1193, Raoul II fut élu comme son successeur.
Au moment de son élection, la principauté d’Antioche traversait des temps critiques. Le prince Bohémond III d'Antioche et son fils aîné Raymond IV furent faits prisonniers par les Arméniens et durent accepter la cession de la ville d'Antioche au prince arménien Léon II dans le traité de Baghras. La principauté, cependant, était dépourvue de gouvernement efficace, aussi, pour empêcher les Arméniens d'occuper la ville, les citoyens d'Antioche, dirigés par le patriarche Raoul II, se soulevèrent et prirent le pouvoir dans la ville. Les habitants latins et grecs s'unirent en prêtant publiquement serment pour former la commune d'Antioche et se tinrent côte à côte pour défendre la ville contre les Arméniens. La commune était dirigée par un maire élu et des consuls, elle était autorisée à taxer tous les citoyens de la ville et était dotée d'un clocher avec lequel elle appelait les citoyens aux armes en cas de défense. Finalement, les chevaliers et les barons ont également soutenu le mouvement. Après avoir repoussé avec succès les Arméniens puis le retour de captivité de leur prince en 1194, la commune continua d'exister,.
Peu de temps après le retour de Bohémond III en 1196, Raoul II mourut.